# Narancsszínű selyemgomba
A narancsszínű selyemgomba (Amanita crocea) a galócafélék családjába tartozó, Eurázsiában és Észak-Amerikában honos, lombos- és tűlevelű erdőkben élő, nyersen mérgező gombafaj.

## Megjelenése
A narancsszínű selyemgomba kalapja 4-12 cm széles, fiatalon félgömb alakú, majd domborúan, idősebben laposan kiterül, néha alacsony, széles púppal. Felszíne sima, fényes, széle erősen bordás.  Színe halványabb vagy mély narancssárga, barackszín, közepe sötétebb árnyalatú lehet. Burokmaradvány általában nincs.
Húsa puha, fehér, sérülésre nem színeződik el. Szaga és íze nem jellegzetes.
Sűrű lemezei szabadon állnak, sok a féllemez. Színük fehér vagy sárgásfehér.
Tönkje 10-15 cm magas és 1-2 cm vastag. Alakja karcsú, hengeres; törékeny, belül üreges. Felülete fehér alapon sárgás vagy narancsos pelyhes, kígyóbőrszerűen mintázott. Gallérja nincs, bocskora vastag, fejlett (akár 4 cm magas is lehet), alul a tönkre simuló, kívül fehér, idősen világosokkeresre sötétedik; belül fehér vagy világossárga.
Spórapora fehér. Spórája nagyjából gömbölyű, sima, mérete 8-11 µm.

### Hasonló fajok
A nyersen mérgező rőt selyemgombával vagy az ehető császárgalócával lehet összetéveszteni. 

## Elterjedése és termőhelye
Eurázsiában és Észak-Amerikában honos. Magyarországon nem gyakori.
Lomberdőkben és fenyvesekben él. Júliustól októberig terem. 
Nyersen mérgező, alaposan megfőzve fogyasztható.  

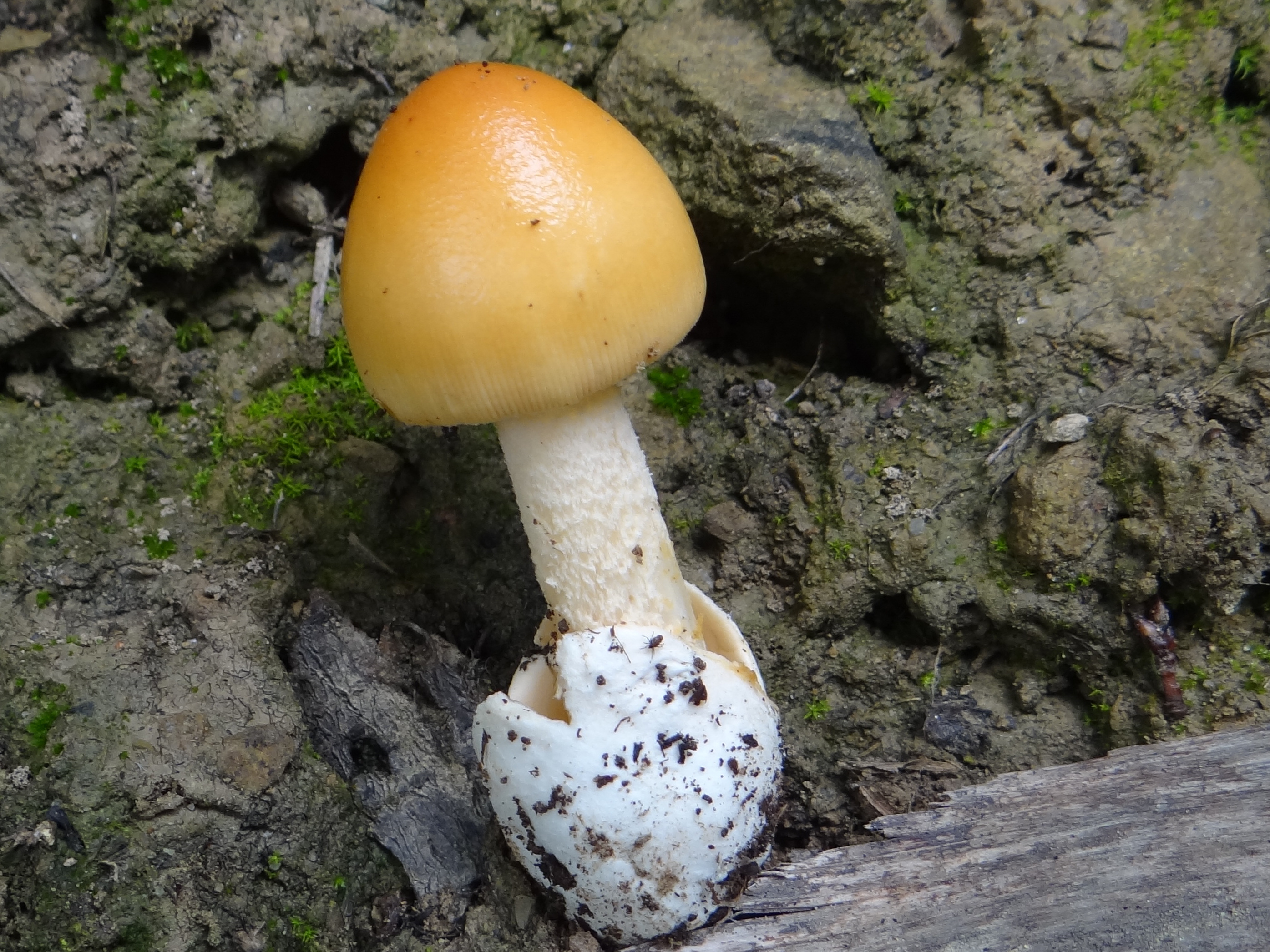
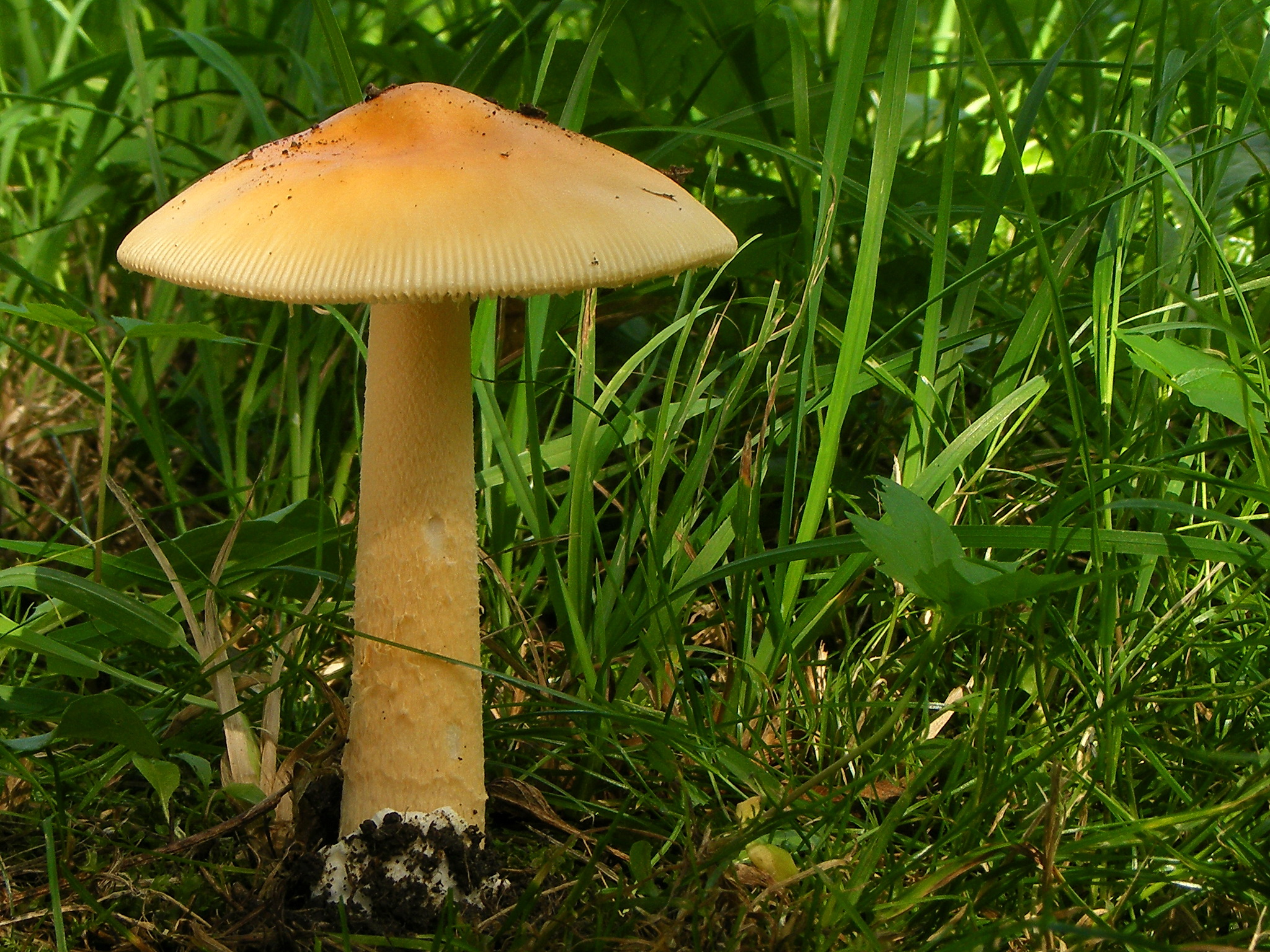
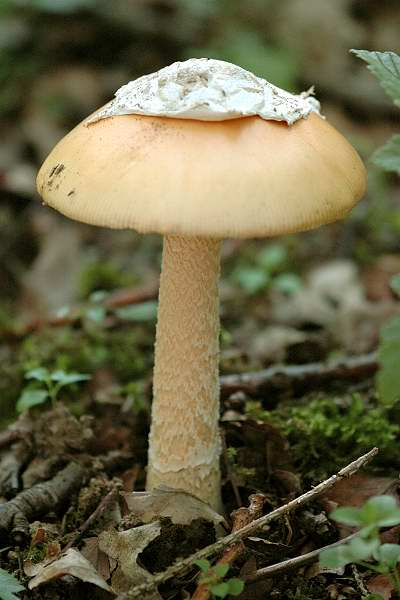
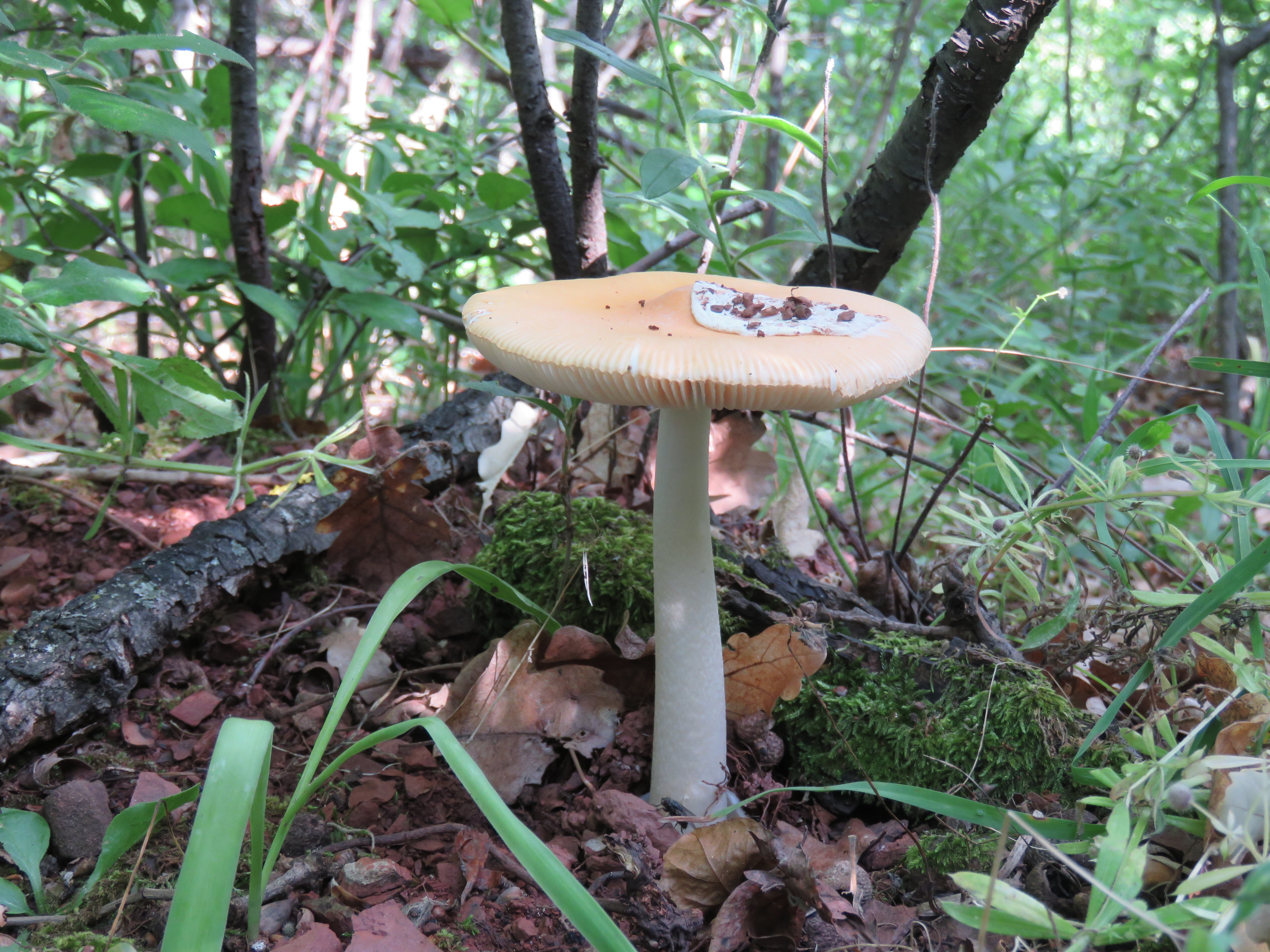
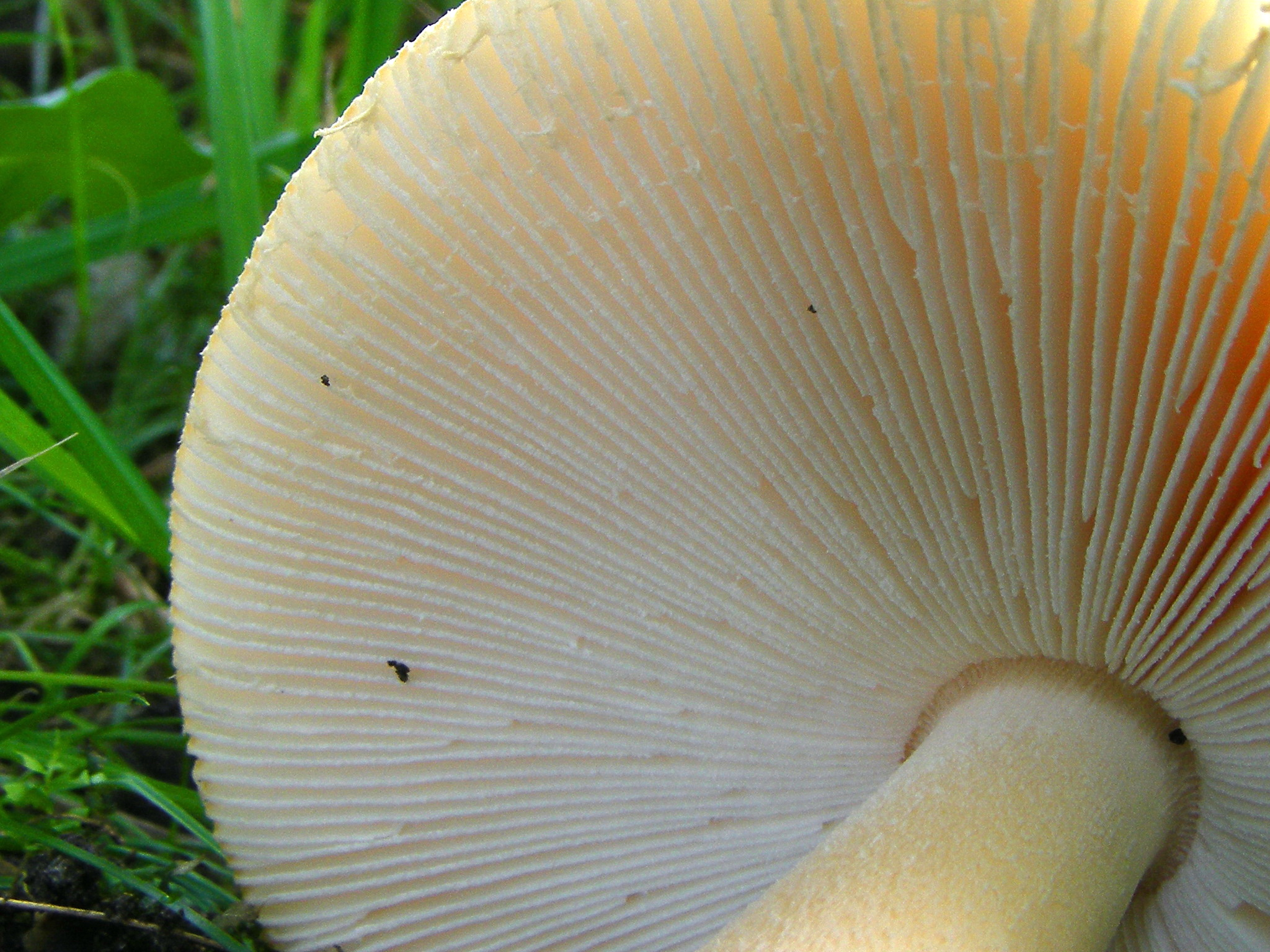